# Killi
Đối với vương triều và vương quốc Killi miền nam Ấn Độ (Tamil), xem triều đại Chola
Killi (tiếng Ả Rập: كللي) là một ngôi làng ở phía bắc Syria, một phần hành chính của Tỉnh Idlib, nằm ở phía tây bắc của Idlib. Nó nằm ở phía tây của dãy núi A'la. Các địa phương lân cận bao gồm Kaftin ở phía đông nam, Maarrat al-Ikhwan và Kafr Yahmul ở phía nam, Hizano ở phía tây nam, Atarib ở phía tây bắc, Sarmada ở phía bắc, Barisha ở phía đông bắc và Qurqania ở phía đông. Theo Cục Thống kê Trung ương Syria, Killi có dân số 7.157 trong cuộc điều tra dân số năm 2004.